# Margaretha af Ugglas
Margaretha af Ugglas (z domu Stenbeck, ur. 5 stycznia 1939 w Sztokholmie) – szwedzka polityk i dziennikarka, parlamentarzystka krajowa i europejska, w latach 1991–1994 minister spraw zagranicznych.

## Życiorys
Absolwentka Wyższej Szkoły Handlowej w Sztokholmie. Pracowała jako dziennikarka, pisząc m.in. dla „Svenska Dagbladet”. Zaangażowała się w działalność polityczną w ramach Umiarkowanej Partii Koalicyjnej. W 1974 została wybrana do Riksdagu. W krajowym parlamencie zasiadała do 1995. Od 1991 do 1994 zajmowała stanowisko ministra spraw zagranicznych w rządzie Carla Bildta. W 1993 pełniła funkcję przewodniczącego OBWE. Od stycznia do października 1995 wchodziła w skład delegacji do Parlamentu Europejskiego, będąc członkinią grupy Europejskiej Partii Ludowej. Później pełniła funkcję wiceprzewodniczącej EPP.